# Stu Griffing
Stuart Lane "Stu" Griffing (født 9. november 1926 i New Haven, Connecticut, USA, død 20. december 2021) var en amerikansk roer.
Griffing vandt, sammen med Fred Kingsbury, Greg Gates og Robert Perew, bronze i firer uden styrmand ved OL 1948 i London. Den amerikanske båd sikrede sig bronzen i en finale, hvor Italien vandt guld mens Danmark fik sølvmedaljerne. Hele bådens besætning var studerende på Yale-universitet da de vandt medaljen. Det var det eneste OL, Griffing deltog i.

## OL-medaljer
- 1948:  Bronze i firer uden styrmand